# سیکونومی
سیکونومی (انگلیسی: Ceconomy) شرکت الکترونیک آلمانی است، که در سال ۲۰۱۷ تأسیس شد.